# Juan Carlos Onetti
Juan Carlos Onetti (1. juli 1909 i Montevideo, Uruguay – 30. maj 1994 i Madrid) var en uruguaysk forfatter. 

## Udvalgte værker
- El pozo, 1939.
- Tierra de nadie, 1941.
- Para esta noche, 1943.
- La vida breve, 1950.
- Los adioses 1954.
- Para una tumba sin nombre, 1959.
- La cara de la desgracia, 1960.
- El astillero, 1961.
- El infierno tan temido y otros cuentos, 1962.
- Juntacadáveres, 1964.
- La muerte y la niña, 1973.
- Tiempo de abrazar, 1974.
- Dejemos hablar al viento, 1979.
- Presencia y otros cuentos, 1986.
- Cuando entonces, 1987.
- Cuando ya no importe, 1993.